# Rvasice
Rvasice (deutsch Rwasitz, 1939–45 Wasitz) ist ein Wohnplatz der Stadt Luže in Tschechien. Er liegt viereinhalb Kilometer südöstlich von Luže und gehört zum Okres Chrudim.

## Geographie
Rvasice befindet sich linksseitig der Novohradka an der Einmündung des Baches Hlubočický potok in der Novohradská stupňovina (Neuschlosser Stufenland). Südwestlich erhebt sich der Na Průhoně (423 m n.m.).
Nachbarorte sind Bílý Kůň und Střemošice im Norden, Pustina und Doubravice im Nordosten, Leština im Osten, Podchlum und Chlum im Südosten, Hlubočice und Hluboká im Süden, Brdo im Südwesten, Doly im Westen sowie Rabouň und Drahoš im Nordwesten.

## Geschichte
Archäologische Funde belegen eine frühzeitliche Besiedlung des hohen Sporns westlich von Rvasice. Scherben von Keramikgefäßen lassen sich in die Zeit zwischen dem 3. und 1. Jahrhundert v. Chr. datieren. Während der Latènezeit befand sich zwischen den Tälern der Krounka und Novohradka wahrscheinlich ein keltisches Oppidum, das durch hohe Wälle und tiefen Gräben geschützt war.
Die erste urkundliche Erwähnung von Rvasice erfolgte 1392 in der Landtafel, als Smil Flaška von Pardubitz die Richenburg mit den zugehörigen 62 Dörfern an Otto von Bergow und Boček II. von Podiebrad übergab. In Folge der Hussitenkriege lag das Dorf in der Mitte des 15. Jahrhunderts wüst. Die erste Mühle am Neuschlosser Bach unterhalb von Rvasice ist 1757 im Theresianischen Kataster nachweisbar. Im ersten Drittel des 19. Jahrhunderts kamen zwei weitere Mühlen hinzu.
Nach der Einführung der Schulpflicht zum Ende des 18. Jahrhunderts wurden die Kinder aus Rvasice zunächst in Richenburg unterrichtet. Ab 1823 erfolgte der Schulunterricht in Brdo. Rvasice unterstand dem Ortsrichter von Brdo.
Im Jahre 1835 bestand das im Chrudimer Kreis gelegene Rustikaldörfchen Rwasitz bzw. Rwasyc aus 4 Häusern, in denen 12 Personen lebten. Zu Rwasitz gehörten zwei Mühlen am Neuschlosser Bach unterhalb des Dorfes. Pfarrort war Richenburg. Bis zur Mitte des 19. Jahrhunderts blieb Rwasitz der Herrschaft Richenburg untertänig.
Nach der Aufhebung der Patrimonialherrschaften bildete Rvasice ab 1849 einen Ortsteil der Gemeinde Doly im Gerichtsbezirk Skutsch. Ab 1868 gehörte das Dorf zum politischen Bezirk Hohenmauth. Der Čejkův mlýn stellte 1930 den Mahlbetrieb ein, die Anlagen wurde zu einer Zementwarenfabrik umgestaltet. 1941 wurde sowohl im Drahošův mlýn als auch im Macákův mlýn letztmals gemahlen.
Im Jahre 1961 wurde Rvasice dem Okres Chrudim zugeordnet. Während der kommunistischen Herrschaft entstand in Rvasice ein großes Pionierlager. 1970 hatte Rvasice 5 Einwohner. Im März 1980 verlor Rvasice seinen Status als Ortsteil von Doly und wurde dem Ortsteil Rabouň zugeordnet. Am 1. Januar 1981 wurde Rvasice zusammen mit Doly nach Luže eingemeindet. Das Pionierlager wurde nach der Samtenen Revolution zu einem Erholungszentrum ausgebaut.

## Ortsgliederung
Die Ortschaft Rvasice gehört zum Ortsteil Rabouň und ist Teil des Katastralbezirks Doly.

## Sehenswürdigkeiten
- Kreuz, es wurde 1995 von der Familie Přemyslovský, den Besitzern des Erholungszentrums Rvasice, errichtet.
- Žižkovy šance, die Befestigungsanlage auf der Hochfläche westlich des Dorfes soll der Überlieferung nach während der Hussitenkriege angelegt worden sein. Der erhaltene zweieinhalb Meter hohe Wall und der breite, bis zu drei Meter tiefe Graben sind jedoch wahrscheinlich keltischen Ursprungs und gehörten zu den Befestigungen des Oppidums. Eine dort inmitten einer Wiese gelegene Rasenerhebung wurde früher Žižkův stůl (Žižkas Tisch) genannt.